# アーサー・ミルヒョーファー
アーサー・アレクサンダー・ヨハン・ミルヒョーファー（独: Arthur Alexander Johann Milchhöfer,  1852年3月21日 –  1903年12月7日）は、ドイツの考古学者である。ドイツ国最東端の村、東プロイセンのシルヴィンタ（Schirwindt）、現在のロシア、クトゥゾヴォの生まれ。古代ギリシアの研究を専門とし、古代アッティカの地形学の研究で知られる。

## 生涯
医者の家に生まれたミルヒョーファーは、ティルジットの高校を卒業後、ベルリン大学で哲学を学んだ。1870年から1871年のパリ包囲戦に負傷者の介護のボランティアとして参加し、その後のイタリア旅行に感銘を受けて考古学と古代ギリシアの研究者の道を選ぶ。1872年以降はミュンヘン大学で学び、1873年8月5日に「アッティカのアポロンについて」（Über den attischen Apollon）でPh.D.を授与された。1875年からベルリンのウィルヘルム高校で教師をしたのち、1876年からドイツ考古学研究所の奨学金（Reisestipendium des Deutschen Archäologischen Instituts）を受けてギリシャを訪れた。彼はハインリヒ・シュリーマンと知り合って友人となり、一時的にミケーネの発掘に携わった。また当時のドイツはミルヒョーファーの博士課程の指導をしていたエルンスト・クルツィウス（1814年–1896年）の主導でオリンピアの発掘を開始しており、彼もまたオリンピアで彫刻や聖域の一部などのいくつかの重要な発見に関わった。1880年にベルリン大学のエルンスト・クルツィウスの助手となり、1883年にゲッティンゲン大学で考古学の教授資格を取った。この年に発表した『ギリシャの芸術の起源』（Die Anfänge der Kunst in Griechenland）の中でミルヒョーファーはクレタ島がミケーネ文明の中心であったことを最初に示唆した。彼の仮説は後の研究で確認され、また彼が使った「ミノア文化」という用語は1900年にクノッソスを発掘したイギリスの考古学者アーサー・エヴァンズによって取り上げられることとなった。彼はすぐにミュンスター大学の准教授となり、古典考古学の図書館も担当した。1895年にはキール大学の考古学教授となり、同時にキール・アンティークコレクションのディレクターとなった。

## 著書
ミルヒホーファーによる古代ギリシャに関する著名な著作は以下のものがある。
- Die Anfänge der Kunst in Griechenland. (1883)
- Die Stadtgeschichte von Athe. (1891)
  - エルンスト・クルティウスとの共著
- Karten von Attika. (1881-1903)
  - エルンスト・クルティウス、ヨハン・アウグスト・カウパート（英語版）との共著